# Țar-Petrovo, Vidin
Țar-Petrovo (în bulgară Цар-Петрово) este un sat în comuna Kula, regiunea Vidin,  Bulgaria. 

## Demografie
Componența etnică a satului Țar-Petrovo
     Bulgari (99,32%)
     Nicio identificare (0,67%)
     Altele (0%)
La recensământul din 2011, populația satului Țar-Petrovo era de 297 locuitori. Din punct de vedere etnic, majoritatea locuitorilor (99,32%) erau bulgari. Pentru 0,67% din locuitori nu este cunoscută apartenența etnică.